# Chudobín
Chudobín (německy Chudwein) s asi 220 obyvateli je administrativní částí města Litovle v okrese Olomouc ve stejnojmenném kraji. V roce 2012 zde bylo evidováno 88 adres. Obec se nachází asi 5 km od Mladečských jeskyní.

## Název
Jméno vesnice bylo odvozeno od osobního jména Chudoba a znamenalo "Chudobův majetek".

## Historie
První zmínka o Chudobínu je z 1. září 1200. V minulosti bývala střediskem chudobínského panství. Stojí zde tři kostely: pravoslavný, římskokatolický a husitský.
Původní tvrz (prvně zmiňovaná roku 1348) byla přestavěna na renesanční zámek a v polovině 19. století byla přestavěna Antonem Terschem podle návrhu Antona Archeho na novorenesanční zámek. Z této doby pochází i zámecký park.
Nedaleko obce vede místní železniční trať 274 z Mladče do Litovle.
V ranních hodinách 16. března 2020, v době, kdy se Česká republika potýkala s pandemií nemoci covid-19, rozhodli hygienici s ohledem na prudký nárůst pacientů s tímto onemocněním na uzavření měst Uničova a Litovle spolu s jejich okolím. Policie oblast střežila a neumožnila nikomu do oblasti vstoupit, ani ji opustit. Jednou z takto zasažených vesnic byl i Chudobín. Uzavření oblasti skončilo 30. března.

## Obyvatelstvo

### Struktura
Vývoj počtu obyvatel za celou obec i  za jeho jednotlivé části uvádí tabulka níže, ve které se zobrazuje i příslušnost jednotlivých částí k obci či následné odtržení. 
| Místní části   | Místní části  | 1869 | 1880 | 1890 | 1900 | 1910 | 1921 | 1930 | 1950 | 1961 | 1970 | 1980 | 1991 | 2001 | 2011 |
| -------------- | ------------- | ---- | ---- | ---- | ---- | ---- | ---- | ---- | ---- | ---- | ---- | ---- | ---- | ---- | ---- |
| Počet obyvatel | část Chudobín | 254  | 290  | 255  | 255  | 255  | 253  | 305  | 296  | 286  | 256  | 228  | 224  | 218  | 227  |
| Počet domů     | část Chudobín | 43   | 43   | 45   | 46   | 46   | 47   | 58   | 61   | 235  | 73   | 68   | 74   | 77   | 80   |

## Fotogalerie

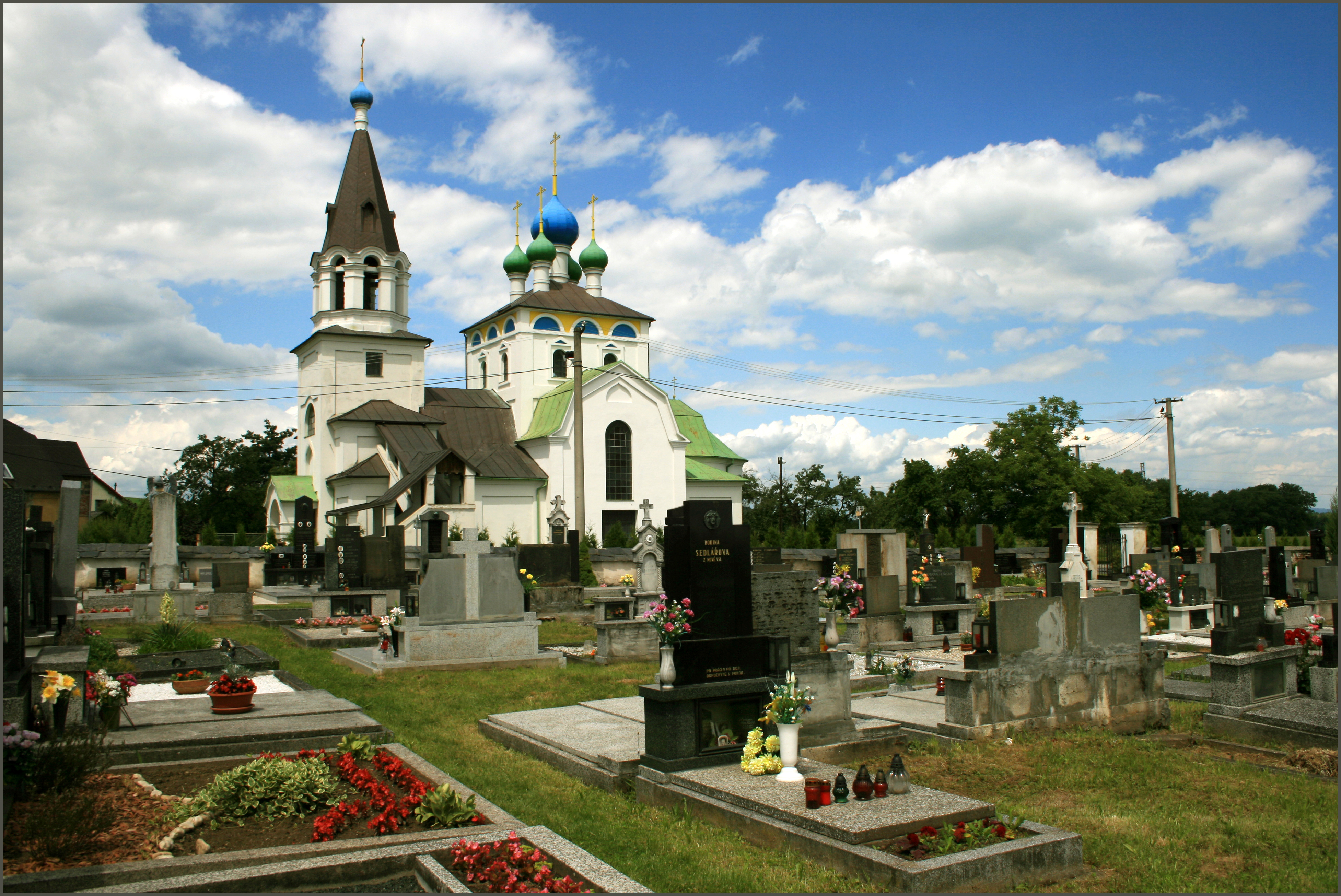
Pravoslavný kostel svatých Cyrila a Metoděje
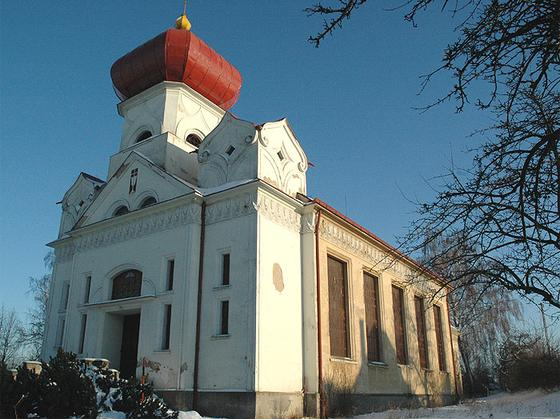
Husitský sbor svatých Cyrila a Metoděje
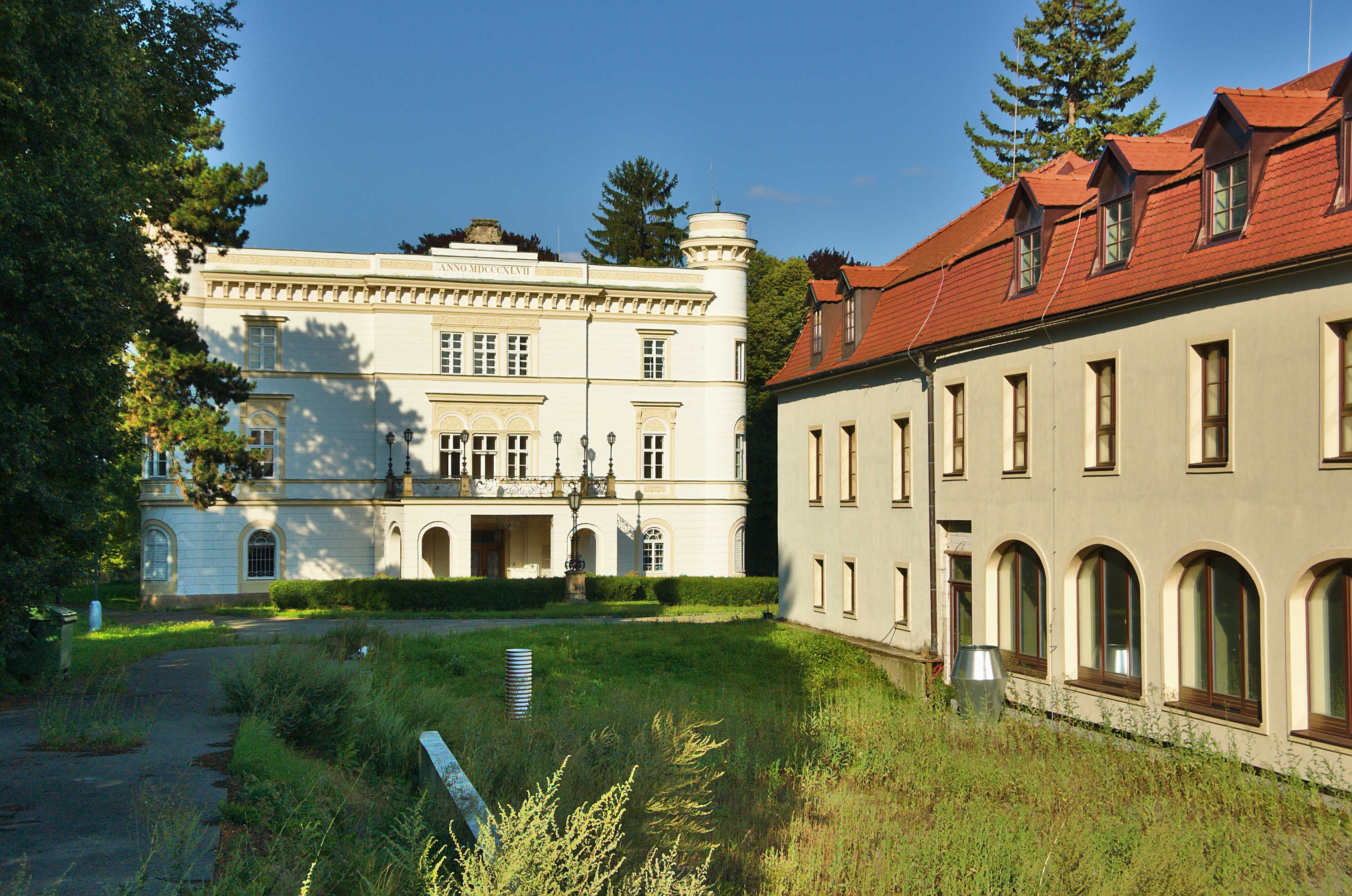
Zámek
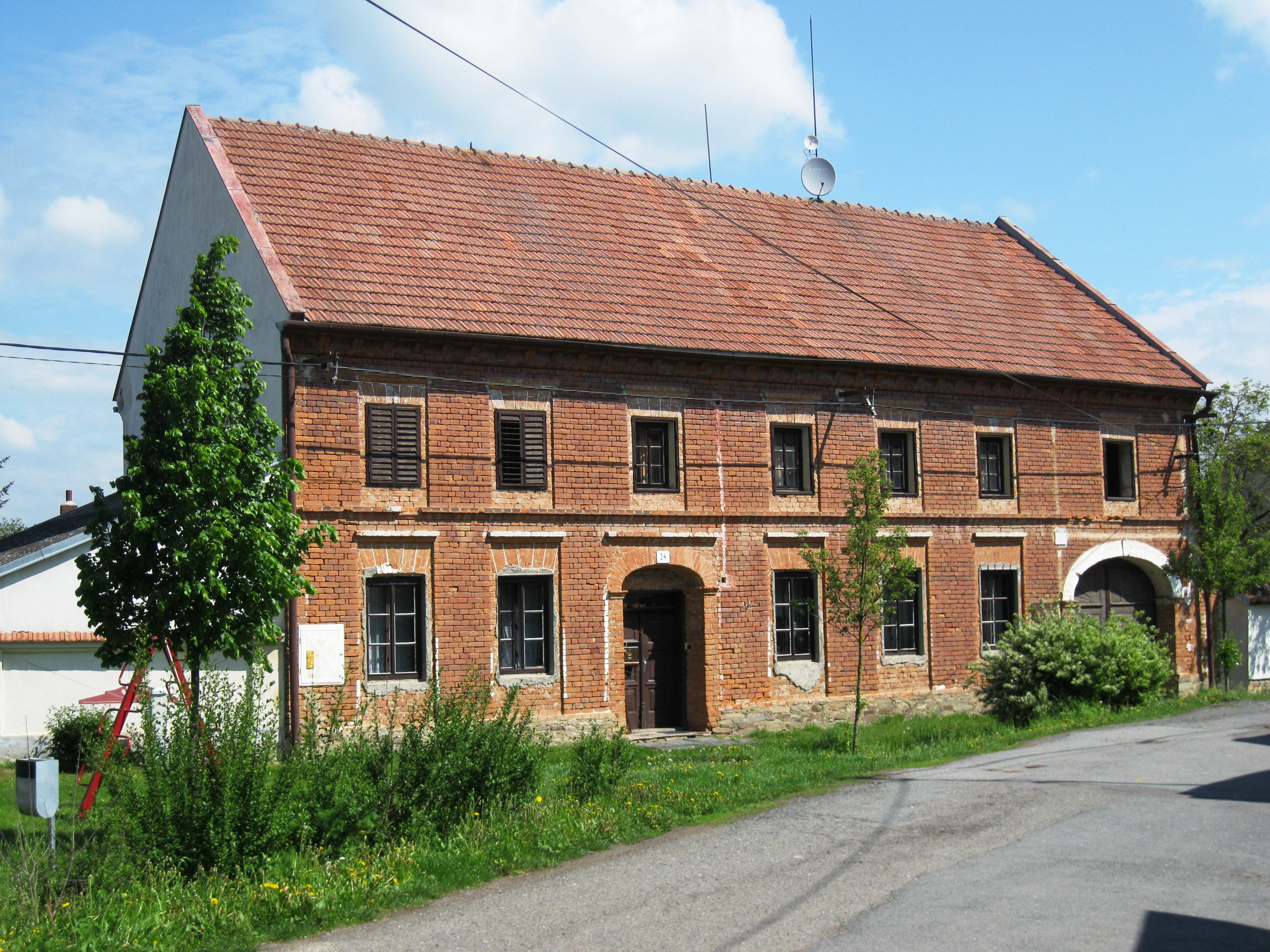
Venkovská usedlost
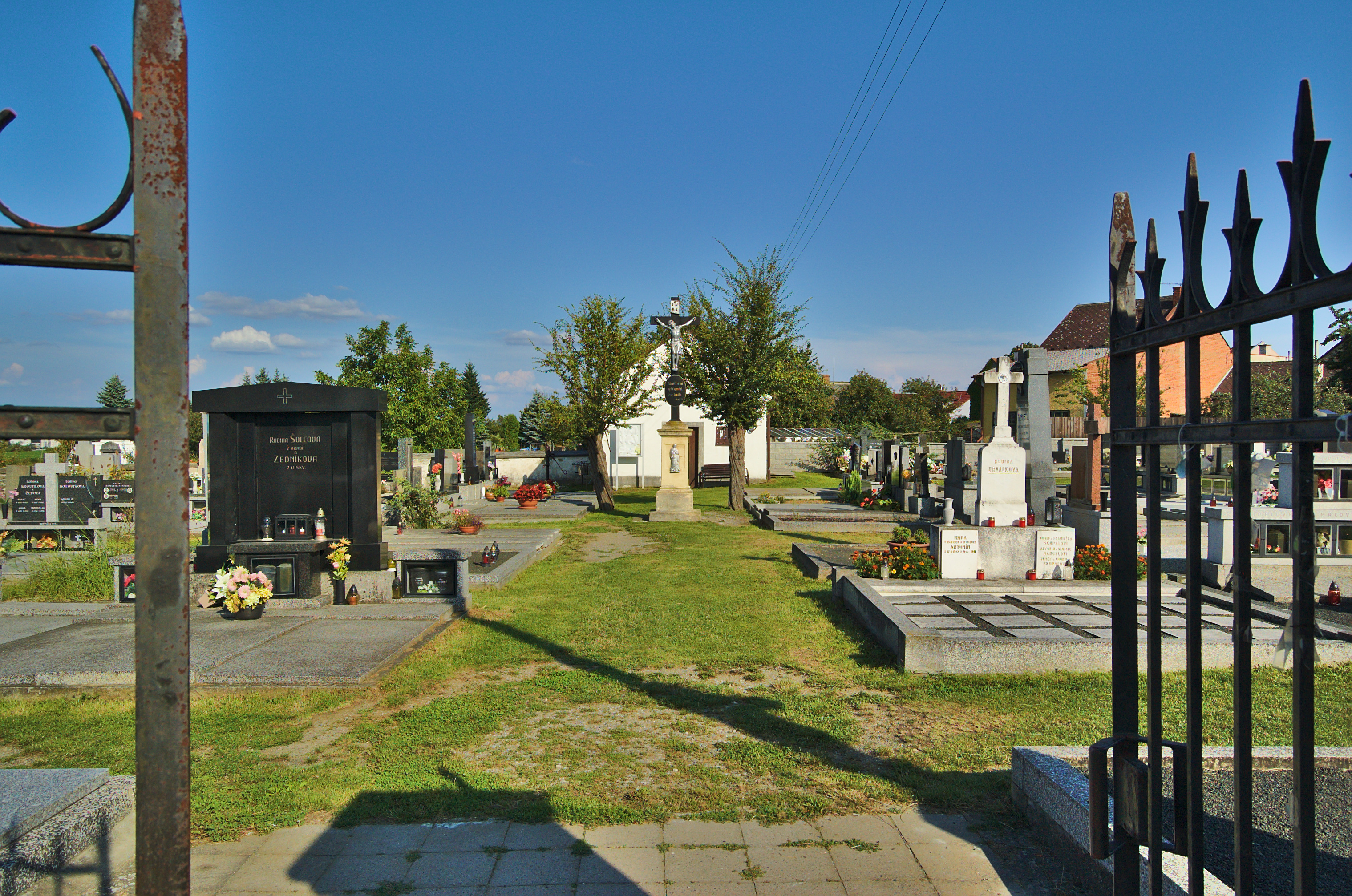
Kříž na hřbitově
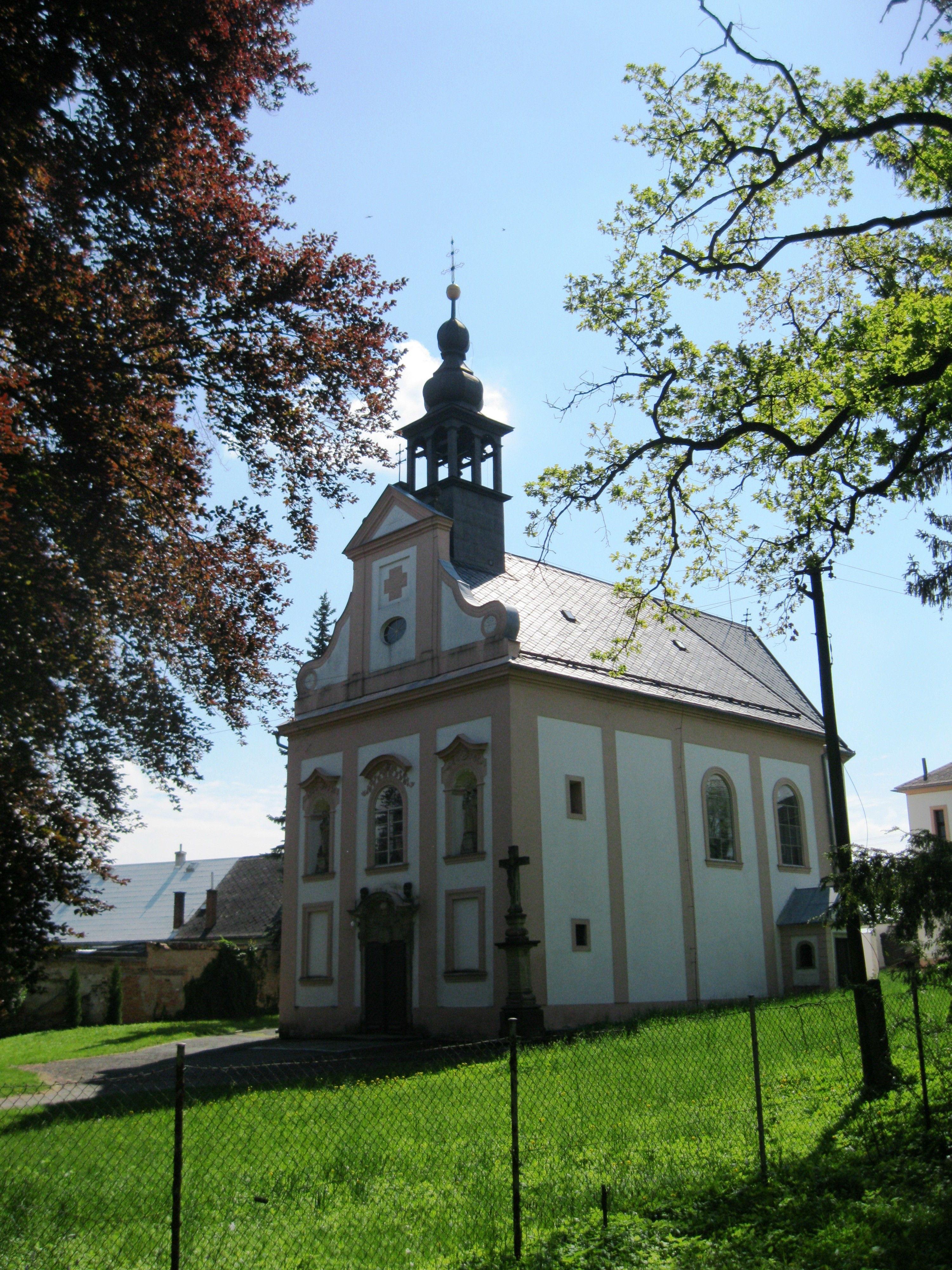
Katolický kostel svatého Františka Serafinského